# سیلور میکار
سیلور میکار (استونیایی: Silver Meikar؛ زادهٔ ۱۲ فوریهٔ ۱۹۷۸) فعال حقوق بشر، نویسنده و سیاستمدار و نماینده سابق مجلس اهل استونی است.